# Старлинг, Эрнест Генри
Эрне́ст Ге́нри Ста́рлинг (англ. Ernest Henry Starling; 17 апреля 1866, Лондон — 2 мая 1927, на пароходе в порту Кингстон, Ямайка) — английский физиолог.
Член Лондонского королевского общества (1899).

## Биография
Эрнест Генри Старлинг родился 17 апреля 1866 года в городе Лондоне.
Выпускник медицинского факультета Лондонского университета 1886 года. В 1899—1923 — профессор Лондонского университета.
Автор трудов по лимфообразованию, кровообращению, физиологии кишечника, функции почек, секреции поджелудочной железы.
В 1902 году Старлинг совместно с Уильямом Бейлиссом открыл секретин и ввёл в науку понятие «гормон» (1905).
Установил ряд закономерностей в деятельности изолированного сердца.
В 1913 году учёный был награждён Королевской медалью Лондонского королевского общества.
Эрнест Генри Старлинг умер 2 мая 1927 года на пароходе в ямайском порту Кингстон.